# Herzberg am Harz
 (janvier 2021).
Si vous disposez d'ouvrages ou d'articles de référence ou si vous connaissez des sites web de qualité traitant du thème abordé ici, merci de compléter l'article en donnant les références utiles à sa vérifiabilité et en les liant à la section « Notes et références ».
Herzberg am Harz est une ville d'Allemagne située en Basse-Saxe dans l'arrondissement de Göttingen. Herzberg am Harz est surnommée, la ville de l'espéranto (die Esperanto-Stadt en allemand, la Esperanto-Urbo en espéranto), en raison de l'engagement de la municipalité et de son maire en faveur de la langue internationale équitable espéranto.

## Géographie
La ville se situe à l'emplacement où les petites rivières Sieber (de) et Lonau quittent le massif montagneux du Harz. En partant de Göttingen, Herzberg se trouve à 32 km au nord-est, et à 90 km de Hanovre en direction du sud-est. Le château de Herzberg surplombe le cœur de la localité.

## Découpage de la ville
En 2004, la population de Herzberg est de 14 872 habitants.
- Herzberg (10 502 habitants)
- Lonau (354 habitants)
- Pöhlde (2 326 habitants)
- Scharzfeld (1 892 habitants)
- Sieber (713 habitants)

(état au 1er juillet 2008)

## Histoire
| Appartenances historiques Duché de Brunswick-Lunebourg 1235-1291 Principauté de Grubenhagen 1291-1596 Principauté de Brunswick-Wolfenbüttel 1596-1617 Principauté de Lunebourg 1617-1705 Électorat de Brunswick-Lunebourg 1705-1807 Royaume de Westphalie 1807-1811 Empire français (Bouches-de-l'Elbe) 1811-1814 Royaume de Hanovre 1814-1866 Royaume de Prusse (Province de Hanovre) 1866-1918 République de Weimar 1918-1933 Reich allemand 1933-1945 Allemagne occupée 1945-1949 Allemagne 1949-présent |

Le château de Herzberg est mentionné pour la première fois dans un document de 1154 établissant une donation faite par Henri le Lion. Il est resté dès lors la possession des Guelfes. Quant à la localité elle-même, son nom est attesté dès 1337 dans un document la mentionnant comme un bien du seigneur local en aval du château.
Une implantation humaine beaucoup plus précoce est tout à fait plausible. Au Moyen Âge, la dénomination de la localité était Hircesberg, Hirzberch, Hertsberg. La racine "-berg" laisse à penser que la création de la localité remonterait à une période d'expansion du Haut Moyen Âge située entre 800 et 1350. Le déterminant "Herz-" pourrait venir de "Hirsch" (le cerf, en allemand), puisqu'au XIIe siècle, la voyelle radicale -i- s'est affaiblie en -e-.
Il existait depuis 1315 une administration officielle à Herzberg qui fut réunie en 1859 à celle de Scharzfeld. En 1598, Herzberg était considéré comme un bourg. Il fit partie de l'état de Brunswick-Grubenhagen, et le château a été utilisé, pendant un certain temps, comme résidence des ducs. Ce n'est que le 25 octobre 1929 que la localité, par un décret du ministère d'état prussien, obtint le statut de ville.

### Héraldique
|  | Herzberg am Harz porte: - parti d'azur au lion d'or armé et lampassé de gueules; et d'or à un cerf effaré de gueules. |

## Curiosités locales et régionales
- Le château des Welfes de Herzberg

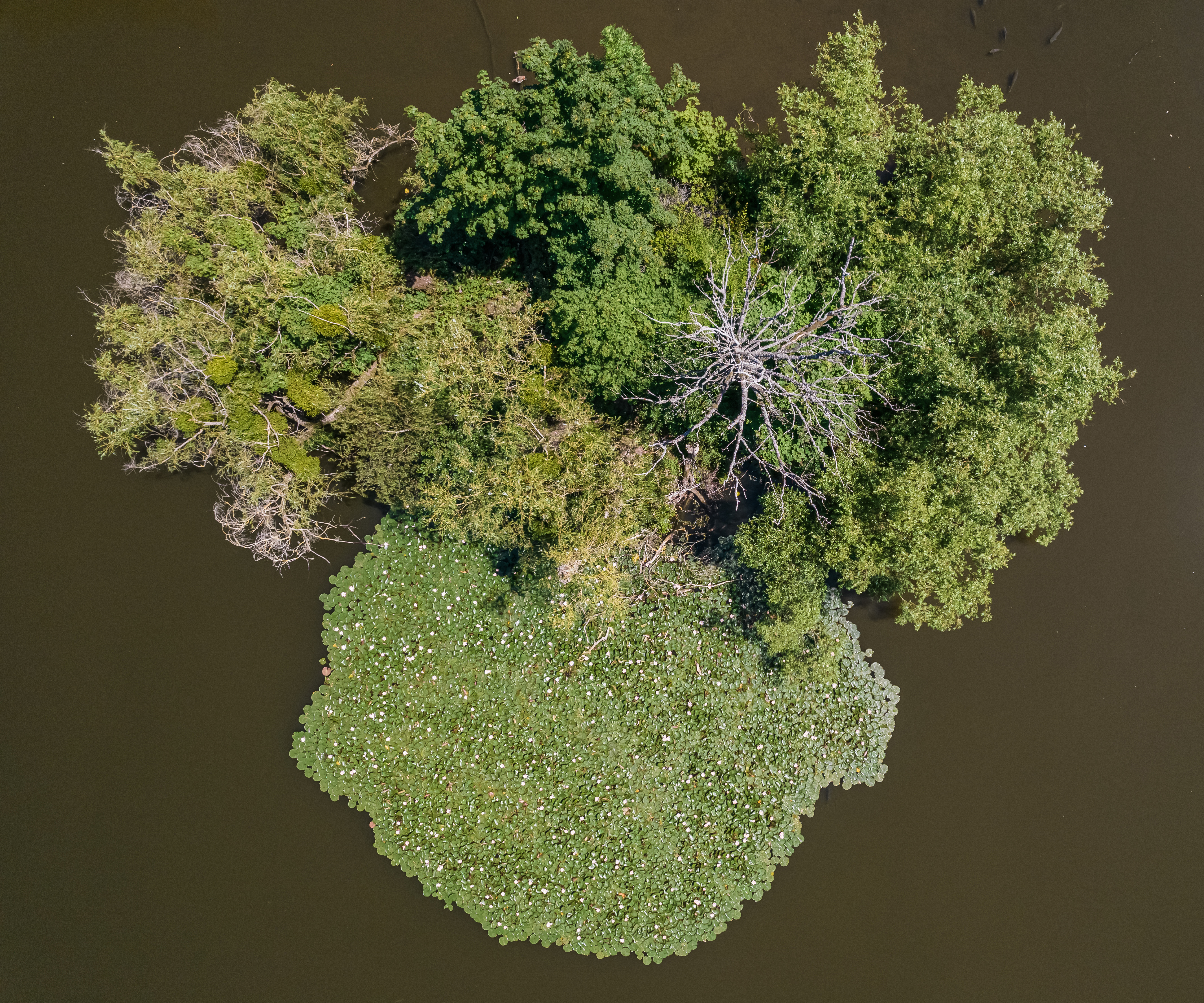
Une ile sur le Juesse à Herzberg am Harz. Juin 2022.

- Les lacs de doline Juessee et Ochsenpfuhl
- L'église troglodyte (Steinkirche) à Scharzfeld
- La grotte de la Licorne (Einhornhöhle) à Scharzfeld
- Les ruines du château Scharzfels à Scharzfeld

- La source de la Rhume en direction de Duderstadt est, avec un débit d'environ 2 000 l/s, l'une des sources les plus abondantes d'Europe centrale et en même temps l'une des plus grandes sources karstiques en Europe.

## Économie et infrastructure
Dans le passé, Herzberg avait une importante industrie de fonderie, de machines agricoles, et la fabrication de bottes.

## Politique
Le maire est Lutz Peters de l'Union chrétienne-démocrate d'Allemagne.

## La ville de l'espéranto
La ville héberge le Centre interculturel de l'espéranto (Interkultura Centro Herzberg), qui organise des stages et des séminaires de travail sur la langue et la culture espérantophone. Il travaille en collaboration avec la ligue internationale des enseignants d'espéranto.
En 2006, le conseil municipal a décidé de baptiser Herzberg am Harz die Esperanto-Stadt (« la ville de l'espéranto »). La ville devient de fait l'une des seules à faire partie de l'Espérantie. La commune soutient l'activité du centre interculturel de l'espéranto et l'associe aux différents évènements culturels se déroulant dans la ville.

## Jumelages
Góra (Pologne) depuis 1993 (ancienne ville allemande de Guhrau, avant 1945)

## Personnalités
- Sophie-Amélie de Brunswick-Lunebourg, reine du Danemark

## Galerie

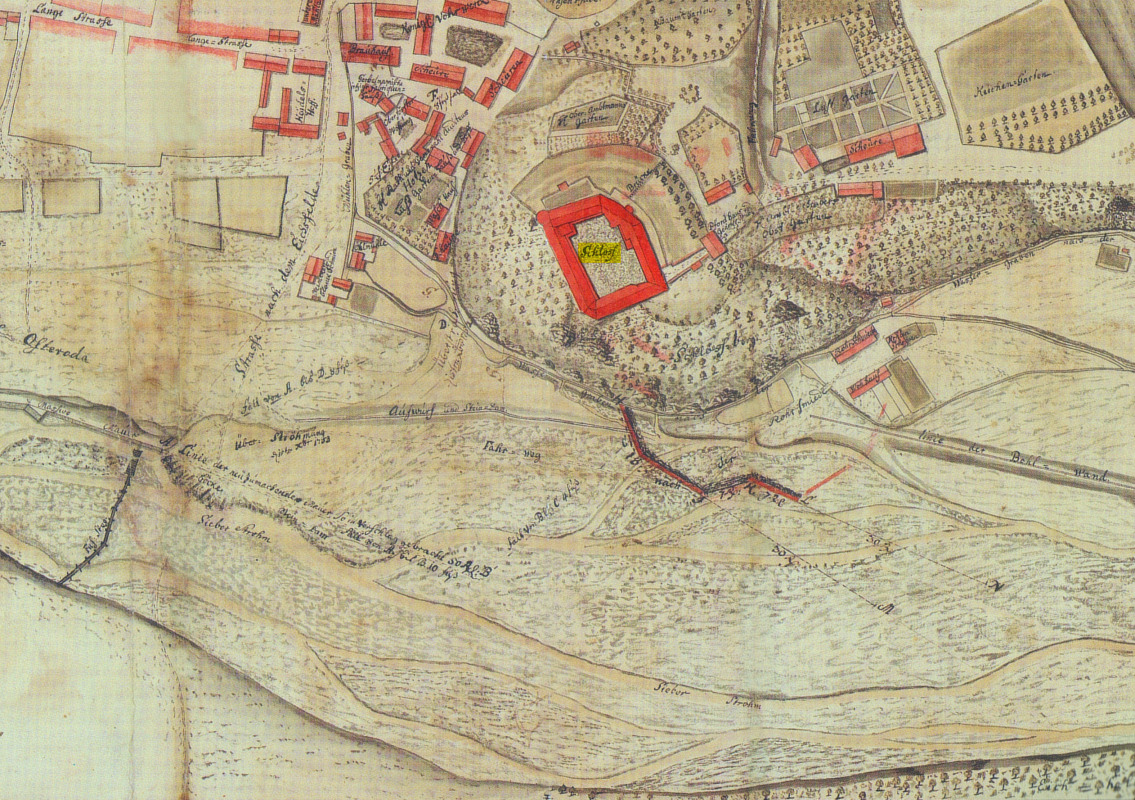
Herzberg en 1753 avec son château.
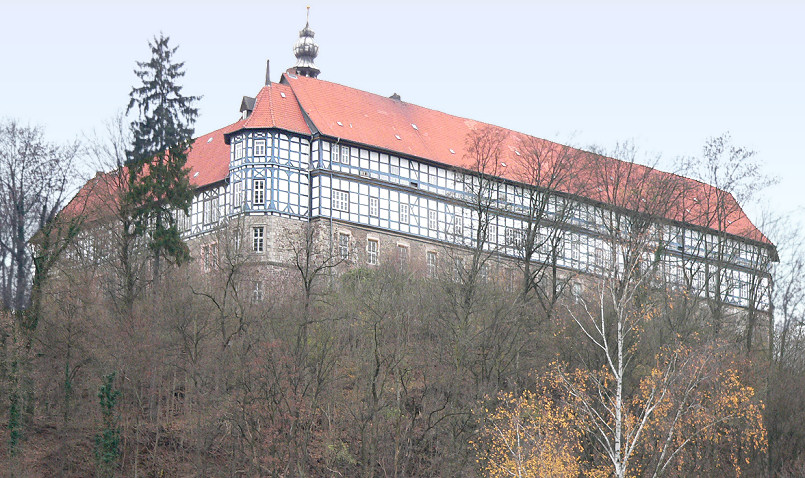
Le château de Herzberg.
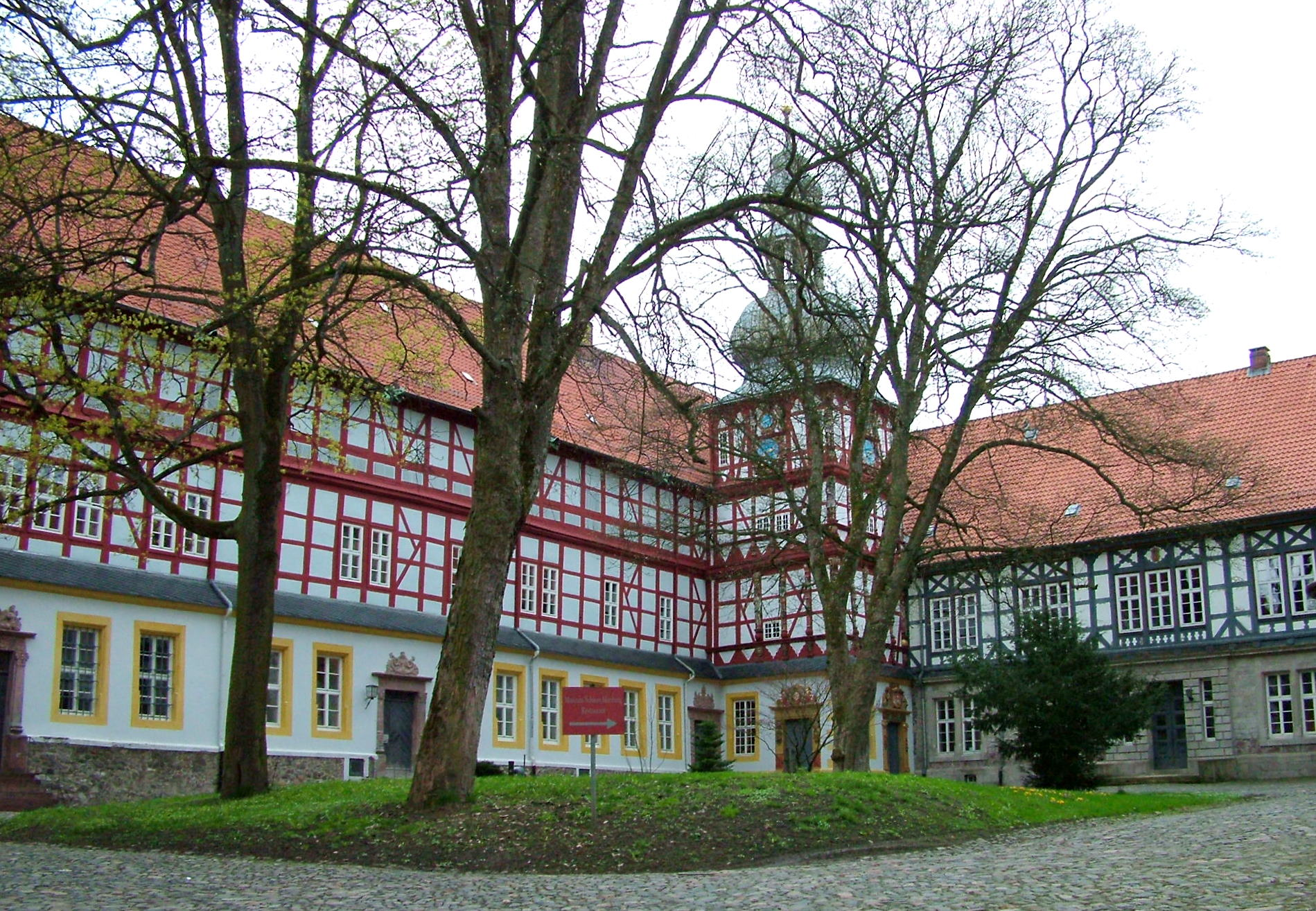
La cour intérieure du château.
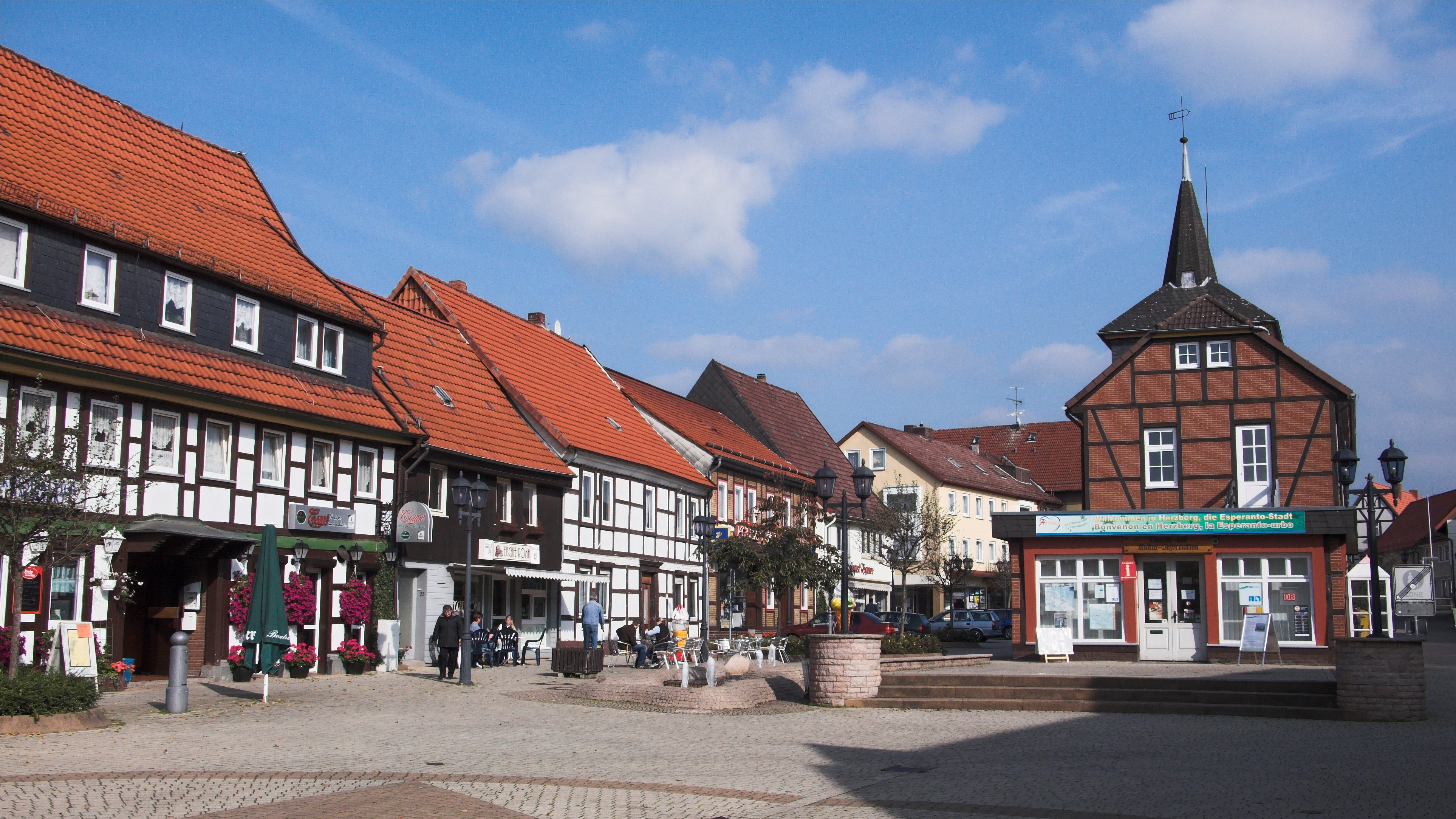
Le centre-ville de Herzberg.
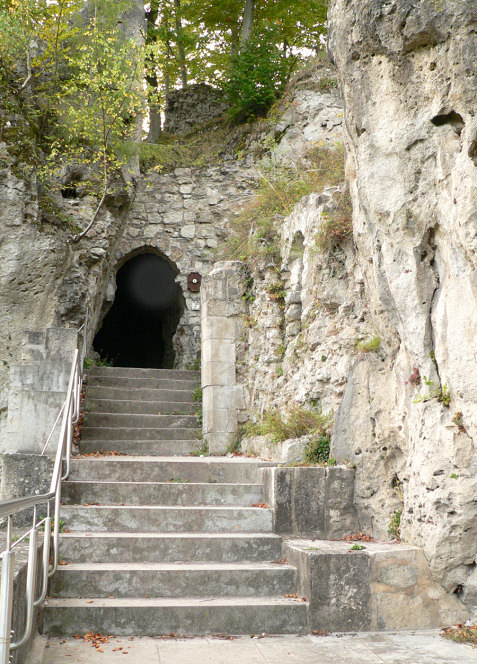
L'entrée de la ruine Scharzfels.
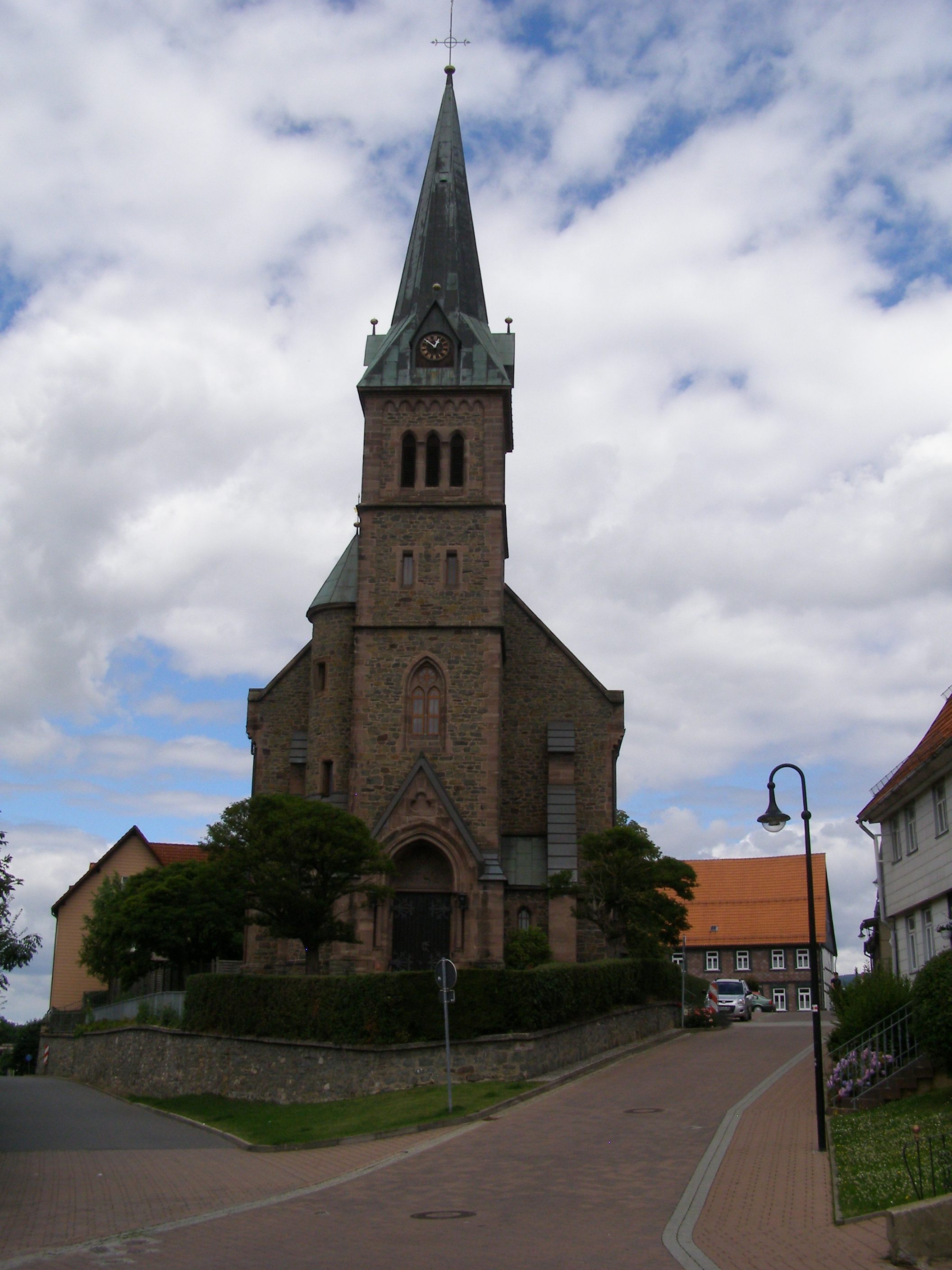
Église St. Joseph.